# Godwin Owinje
Godwin Friday Owinje (Maiduguri, 7 maggio 1973) è un ex cestista nigeriano.

## Carriera
Con la Nigeria ha disputato i Campionati mondiali del 1998 e i Campionati africani del 1999.